# 1991年の音楽
1991年の音楽（1991ねんのおんがく）では、1991年（平成3年）の世界の音楽ジャンルついて記述する。（各国語版で売り上げ金額の記載がないため、日本語版でも記載はしない）。
1990年の音楽-1991年の音楽-1992年の音楽

## 概要・できごと
- ニルヴァーナのシングルと、アルバム『ネヴァーマインド』がビルボード・チャートで大ヒットし、グランジがブームとなった[1]。
- 日本でのCDプレーヤーの普及率 41.0% (内閣府「消費動向調査」)[2]。
- 年間を通し作品がチャートインしたB'zがこの年のアーティストトータルセールスで1位となっている[3]。

### 詳細
- 11月24日、クイーンのヴォーカリスト、フレディ・マーキュリーがエイズによるニューモシスチス肺炎で死去[4]。
- 10月31日にTMNの小室哲哉とXのYOSHIKIが記者会見を開き、2人で新ユニットV2を結成することを発表した。

## 洋楽シングル
| - アフター7：『ナイツ・ライク・ジス』 - ポーラ・アブドゥル：『あふれる想い』（ラッシュ・ラッシュ） - ブライアン・アダムス：『アイ・ドゥ・イット・フォー・ユー』 - マライア・キャリー：『エモーションズ』『サムデイ』 - ボーイズIIメン：『モータウン・フィリー』 - ハイ・ファイヴ：『アイ・ライク・ザ・ウェイ』 - ビリー・ヒューズ：『とどかぬ想い〜Welcome to the Edge〜』 - マイケル・ジャクソン：『ブラック・オア・ホワイト』 - マーク・コーン：『ウォーキング・イン・メンフィス』 - EMF：『アンビリーヴァブル』 - LLクールJ：『アラウンド・ザ・ウェイ・ガール』 - イレイジャー – ラヴ・トゥ・ヘイト・ユー - Eric Gadd – Do You Believe In Me? - Europe – "Prisoners in Paradise (låt)", "I'll Cry For You" - Chesney Hawkes – The One and Only - Heavy D & The Boys – Now That We Found Love - アイスT – ニュー・ジャック・ハスラー | - KMF：『3 AM エターナル』 - ウィル・トゥ・パワー – 『アイム・ノット・イン・ラヴ』 - エクストリーム：『モア・ザン・ワーズ』 - エニグマ：『サッドネス』 - ガンズ・アンド・ローゼス：『ドント・クライ』 - キャシー・デニス:『タッチ・ミー (オール・ナイト・ロング)』 - キャリン・ホワイト：『ロマンティック』 - クリス・アイザック – 『ウィキッド・ゲーム』 - ゲットー・ボーイズ：『マインド・プレイイング・トリックス・オン・ミー』 - C&Cミュージック・ファクトリー：『ゴナ・メイク・ユー・スウェット』 - ジェラルド（ジェラード）：『リコ・スワベ〜最高の手ざわり』 - タラ・ケンプ：『ホールド・ユー・タイト』 - R.E.M.：『ルージング・マイ・レリジョン』 - ルード・ボーイズ：『リトゥン・オール・オーバー・ユア・フェイス』 - ローリング・ストーンズ：『ハイ・ワイアー』 - ロクセット – 『ジョイライド』 - ロンドン・ビート：『シンキング・アバウト・ユー』 - ティミー・ティー：『ワン・モア・トライ』 - トレイシー・スペンサー：『ジス・ハウス』 - ノーティ・バイ・ネイチャー：『OPP』 - UB40：『ヒア・アイ・アム』 - U2：『ザ・フライ』 - ラルフ・トレスヴァント：『センシティヴィティ』 - ルーサー・ヴァンドロス：『パワー・オブ・ラヴ』 |

## 洋楽アルバム
- ポーラ・アブドゥル - 『スペルバウンド』
- アリス・イン・チェインズ – フェイスリフト
- Annihilator – Never, Neverland
- Anthrax – Attack Of The Killer B's
- Army of Lovers – Massive Luxury Overdose
- Bad Religion – '80-'85
- Bad Religion – Against the Grain
- ブラー – Leisure
- Johnny Cash – Johnny Cash Country Christmas
- Crimson Glory – Strange and Beautiful
- インエクセス – 『X』
- マイケル・ジャクソン - 『デンジャラス』
- ジーザス・ジョーンズ『ダウト』
- KMF：『シューベルト・ディップ』
- LLクールJ：『ママ・セッド・ノック・ユー・アウト』
- クイーン『グレイテスト・ヒッツII』『イニュエンドウ』
- スティング『ソウル・ケージ』
- トッド・ラングレン『セカンド・ウインド』[8]
- ニルヴァーナ – 『ネヴァーマインド』
- パール・ジャム – テン[9]
- プライマル・スクリーム - スクリーマデリカ
- プリンス – ダイアモンズ・アンド・パールズ
- R.E.M. – 『アウト・オブ・タイム』
- ラッシュ – ロール・ザ・ボーンズ
- レッド・ホット・チリペッパーズ – Blood Sugar Sex Magik
- ロクセット – ジョイライド[10]
- リッチー・サンボラ – ストレンジャー・イン・ジス・タウン

## ジャズ
- スティーヴ・コールマン『ブラック・サイエンス』

## クラシック
- ジョーン・タワー『コンチェルト・フォー・オーケストラ』

## シングル年間TOP50 (日本)
※集計期間 1990年12月3日付 - 1991年11月25日付 オリコン集計?
- 1位 小田和正：「Oh! Yeah!／ラブ・ストーリーは突然に」
- 2位 CHAGE&ASKA：「SAY YES」
- 3位 KAN：「愛は勝つ」
- 4位 槇原敬之：「どんなときも。」
- 5位 ASKA：「はじまりはいつも雨」
- 6位 小泉今日子：「あなたに会えてよかった」
- 7位 B'z：「LADY NAVIGATION」
- 8位 長渕剛：「しゃぼん玉」
- 9位 DREAMS COME TRUE：「Eyes to me／彼は友達」
- 10位 B'z：「ALONE」
- 11位 沢田知可子：「会いたい」
- 12位 辛島美登里：「サイレント・イヴ」
- 13位 プリンセス・プリンセス：「ジュリアン」
- 14位 織田裕二：「歌えなかったラヴ・ソング」
- 15位 TUBE：「さよならイエスタデイ」
- 16位 バブルガム・ブラザーズ：「WON'T BE LONG」
- 17位 TMN：「Love Train／We love the EARTH」
- 18位 ビリー・ヒューズ：「とどかぬ想い〜Welcome to the Edge〜」
- 19位 大江千里：「格好悪いふられ方」
- 20位 とんねるず：「情けねえ」
- 21位 中森明菜：「二人静 -「天河伝説殺人事件」より」
- 22位 山下達郎：「クリスマス・イブ」
- 23位 B.B.クィーンズ：「ギンギラパラダイス／君にコケコッコー!」
- 24位 サザンオールスターズ：「ネオ・ブラボー!!」
- 25位 井上陽水：「少年時代」
- 26位 プリンセス・プリンセス：「KISS」
- 27位 米米CLUB：「Shake Hip!」
- 28位 CHAGE&ASKA：「太陽と埃の中で」
- 29位 LINDBERG：「BELIEVE IN LOVE」
- 30位 永井真理子：「ZUTTO」
- 31位 児島未散：「ジプシー」
- 32位 Mi-Ke：「想い出の九十九里浜」
- 33位 嘉門達夫：「替え唄メドレー」
- 34位 B.B.クィーンズ：「おどるポンポコリン」
- 35位 KATSUMI：「Just time girl/Crossing Love」
- 36位 永井真理子：「ハートをWASH!」
- 37位 工藤静香：「ぼやぼやできない」
- 38位 堀内孝雄：「恋唄綴り」
- 39位 ランディ・クロフォード：「スウィート・ラヴ」
- 40位 尾崎豊：「I LOVE YOU」
- 41位 中山美穂：「Rosa」
- 42位 中山美穂：「遠い街のどこかで…」
- 43位 氷室京介：「CRIME OF LOVE」
- 44位 米米CLUB：「ひとすじになれない」
- 45位 香西かおり：「流恋草」
- 46位 川村かおり：「翼をください」
- 47位 森口博子：「ETERNAL WIND 〜ほほえみは光る風の中〜」
- 48位 伍代夏子：「恋挽歌」
- 49位 やまだかつてないWink：「さよならだけどさよならじゃない」
- 50位 工藤静香：「メタモルフォーゼ」

## アルバム年間TOP50 (日本)
※集計期間 1990年12月3日付 - 1991年11月25日付　オリコン集計?
- 1位 松任谷由実：『天国のドア』
- 2位 CHAGE&ASKA：『TREE』
- 3位 B'z：『MARS』
- 4位 プリンセス・プリンセス：『PRINCESS PRINCESS』
- 5位 小田和正：『Oh! Yeah!』
- 6位 ASKA：『SCENE II』
- 7位 LINDBERG：『LINDBERG IV』
- 8位 杏里：『NEUTRAL』
- 9位 渡辺美里：『Lucky』
- 10位 B'z：『RISKY』
- 11位 DREAMS COME TRUE：『MILLION KISSES』
- 12位 X：『Jealousy』
- 13位 今井美樹：『Lluvia』
- 14位 DREAMS COME TRUE：『WONDER 3』
- 15位 浜田省吾：『EDGE OF THE KNIFE』
- 16位 山下達郎：『ARTISAN』
- 17位 KAN：『野球選手が夢だった。』
- 18位 氷室京介：『Higher Self』
- 19位 TMN：『EXPO』
- 20位 原由子：『MOTHER』
- 21位 岡村孝子：『Chou-fleur』
- 22位 永井真理子：『POCKET』
- 23位 Various Artists：『やまだかつてないCD (CASETTE)』
- 24位 岡村孝子：『After Tone II』
- 25位 米米CLUB：『K2C (初回盤)』
- 26位 B'z：『BAD COMMUNICATION』
- 27位 LINDBERG：『EXTRA FLIGHT』
- 28位 久保田利伸：『KUBOJAH』
- 29位 辛島美登里：『GREEN』
- 30位 B'z：『WICKED BEAT』
- 31位 米米CLUB：『米米CLUB』
- 32位 M.C.ハマー：『プリーズ・ハマー・ドント・ハーテム』
- 33位 永井真理子：『WASHING』
- 34位 COMPLEX：『19901108』
- 35位 沢田知可子：『TO YOU!』
- 36位 鈴木雅之：『MARTINI』
- 37位 KATSUMI：『ONE』
- 38位 TUBE：『湘南』
- 39位 浜田麻里：『TOMORROW』
- 40位 JUN SKY WALKER(S)：『START』
- 41位 矢沢永吉：『Don't Wanna Stop』
- 42位 チャゲ&飛鳥：『SUPER BEST』
- 43位 中山美穂：『COLLECTION II』
- 44位 大江千里：『HOMME』
- 45位 布袋寅泰：『GUITARHYTHM II』
- 46位 米米CLUB：『K2C』
- 47位 レベッカ：『The Best of Dreams Another side』
- 48位 マドンナ：『ウルトラ・マドンナ 〜グレイテスト・ヒッツ』
- 49位 徳永英明：『Revolution』
- 50位 PERSONZ：『PRECIOUS?』

## 音楽配信 (日本)

### 音楽配信ゴールド認定シングル
| 作品名                                           | 認定月     |
| プラチナ                                         | プラチナ   |
| ------------------------------------------------ | ---------- |
| 尾崎豊「I LOVE YOU」                             | 2014年1月  |
| 槇原敬之「どんなときも。」                       | 2015年3月  |
| 小田和正「ラブ・ストーリーは突然に」             | 2015年5月  |
| 小泉今日子「あなたに会えてよかった」             | 2019年8月  |
| ゴールド                                         |            |
| マイケル・ジャクソン「ブラック・オア・ホワイト」 | 2010年3月  |
| B'z「ALONE」                                     | 2011年1月  |
| B'z「もう一度キスしたかった」                    | 2011年7月  |
| MR. BIG「トゥ・ビー・ウィズ・ユー」              | 2015年6月  |
| 大事MANブラザーズバンド「それが大事」            | 2015年12月 |
| X「Silent Jealousy」                             | 2016年9月  |
| X「Say Anything」                                | 2019年4月  |
| TUBE「十年先のラブストーリー」                   | 2020年10月 |

## 音楽イベント
| 開催日   | タイトル                                          |
| -------- | ------------------------------------------------- |
| 7月28日  | MEET THE WORLD BEAT '91                           |
| 8月4日   | 第9回 PEACEFUL LOVE ROCK FESTIVAL 1991            |
| 8月11日  | KIRIN SOUND TOGETHER POP HILL '91                 |
| 8月13日  | Exciting Summer in WAJIKI 1991                    |
| 9月15日  | 定禅寺ストリートジャズフェスティバル 1991（初回） |
| 8月18日  | Rock'n Roll Olympic 1991                          |
| 12月31日 | 第42回NHK紅白歌合戦                               |

### 日本武道館公演
- 1月1日 - SMAP（三部制）
- 1月2日・3日 - プリンセス プリンセス
- 1月4日 - エレファントカシマシ
- 1月8日 - SHOW-YA
- 3月12日・13日 - プリンセス プリンセス
- 3月15日 - ペット・ショップ・ボーイズ
- 3月29日・30日・31日 - 大江千里
- 4月25日・26日・27日・28日 - 松任谷由実
- 5月14日・15日 - PERSONZ
- 5月21日 - サンタナ
- 5月27日・28日 - 吉川晃司
- 5月31日 - LOUDNESS
- 6月7日 - 原由子
- 6月11日 - GO-BANG'S
- 6月14日 - デビー・ギブソン
- 6月20日・21日 - 松田聖子
- 6月24日・25日・27日 - ディープ・パープル
- 6月28日 - 電気グルーヴ
- 7月2日 - 杏里
- 7月23日・24日 - 吉川晃司
- 7月31日・8月16日・17日 - B'z
- 8月19日 - 花王ヘアケアフェスティバル
- 8月21日 - やまかつin武道館
- 8月22日 - エルヴィス・コステロ
- 8月23日・23日・24日・27日・28日 - チェッカーズ
- 8月29日・30日・31日 - スターダスト☆レビュー
- 9月20日 - 東京スカパラダイスオーケストラ
- 10月1日・2日 - 安全地帯
- 10月11日 - 沢田研二
- 10月21日・22日 - 布袋寅泰
- 10月29日 - EXTASY SUMMIT 1991
- 10月31日 - オジー・オズボーン
- 11月1日・2日 - ザ・ビーチ・ボーイズ
- 11月11日・12日・13日 - 矢沢永吉
- 11月18日・19日 - 稲垣潤一
- 11月30日 - 南こうせつ
- 12月9日・10日 - 安全地帯
- 12月11日・12日 - 吉川晃司
- 12月13日・14日・15日 - CHAGE and ASKA
- 12月16日 - 中村あゆみ
- 12月17日 - 谷村有美
- 12月18日 - 浜田麻里
- 12月20日 - X JAPAN
- 12月22日・23日・24日 - THE ALFEE
- 12月25日・26日・27日・28日 - チェッカーズ
- 12月29日 - THE MODS

### 東京ドーム公演
| 日時                   | アーティスト                       |
| ---------------------- | ---------------------------------- |
| 1月2日・3日            | ビリー・ジョエル                   |
| 1月31日・2月1日        | ニュー・キッズ・オン・ザ・ブロック |
| 3月6日・7日・9日・10日 | ジョージ・マイケル                 |
| 3月26日・27日          | M.C.ハマー                         |
| 8月23日                | X                                  |
| 10月12日               | ポール・サイモン                   |

### 横浜アリーナ公演
- 1月3日 - ボン・ジョヴィ
- 1月10日 - ビリー・ジョエル
- 1月17日・18日 - 長渕剛
- 1月23日・24日 - HOUND DOG
- 1月29日 - 安全地帯
- 2月22日・23日・24日 - UNICORN
- 3月6日 - カイリー・ミノーグ
- 3月8日・9日 - プリンセス プリンセス
- 3月14日・15日 - ホイットニー・ヒューストン
- 3月17日・18日 - ボビー・ブラウン
- 3月19日 - THE ALFEE
- 3月20日・21日 - シンディ・ローパー
- 3月23日 - ドナ・サマー
- 3月25日 - 徳永英明
- 3月26日・27日・28日 - 久保田利伸
- 4月3日 - SMAP
- 5月3日・4日・5日・6日 - 光GENJI
- 5月20日・21日・22日 - 尾崎豊
- 6月27日・28日・29日 - 杏里
- 7月27日・28日・30日・8月10日 - 浜田省吾
- 8月12日・13日・27日・28日 - 光GENJI
- 8月22日・23日 - 氷室京介
- 8月30日 - 田原俊彦
- 9月3日 - モリッシー
- 10月24日・25日・11月12日・13日 - X JAPAN
- 11月20日・21日・23日・24日・12月11日・12日・14日・15日 - 米米CLUB
- 12月1日 - ジョージ・ハリスン with エリック・クラプトン
- 12月18日・19日 - 岡村孝子
- 12月22日・23日 - 渡辺美里
- 12月24日 - 大江千里
- 12月29日・30日・31日 - サザンオールスターズ

## 音楽賞
| 賞                                                     | 受賞作・受賞者 |
| ------------------------------------------------------ | --- |
| 第33回日本レコード大賞                                 | 歌謡曲・演歌部門 - 日本レコード大賞 - 北島三郎：『北の大地』 - アルバム大賞 - 堀内孝雄：『GENTS』 - 最優秀歌唱賞 - 坂本冬美：『火の国の女』 - 最優秀新人賞 - 唐木淳：『やせがまん』 - 美空ひばり賞 - 藤あや子：『雨夜酒』 - ゴールド・ディスク賞 - 香西かおり：『流恋草』 - 桂銀淑：『悲しみの訪問者』 - 新人賞 - しじみとさざえ：『想い出の九十九里浜』 邦楽ポップス・ロック部門 - 日本レコード大賞 - KAN：『愛は勝つ』 - アルバム大賞 - 山下達郎：『ARTISAN』 - 最優秀ボーカル賞 - ASKA：『はじまりはいつも雨』 - 最優秀新人賞 - Mi-Ke：『想い出の九十九里浜』 - ゴールド・ディスク賞 - 小泉今日子：『あなたに会えてよかった』 - CHAGE&ASKA：『SAY YES』 - 小田和正：『ラブ・ストーリーは突然に』 - 新人賞 - 中嶋美智代：『赤い花束』、槇原敬之：『どんなときも。』、観月ありさ：『伝説の少女』 |
| 第29回ゴールデン・アロー賞                             | - 音楽賞 - KAN - 新人賞（音楽） - SMAP、Mi-Ke、しじみとさざえ（松下桂子・篠塚満由美） |
| 第24回下谷賞                                           | - 下谷賞 - 該当作なし - 佳作 - 長谷川浩一「風を切って」 |
| 第24回全日本有線放送大賞                               | - グランプリ - 沢田知可子「会いたい」 |
| 第24回日本有線大賞                                     | - 日本有線大賞 - 香西かおり：『流恋草』 - 最多リクエスト歌手賞 - B'z：『LADY NAVIGATION』 - 最多リクエスト曲賞- 沢田知可子：『会いたい』 - 最優秀新人賞 - Mi-ke：『ブルーライト・ヨコスカ』 |
| 第24回日本作詩大賞                                     | - 大賞 - 北島三郎「北の大地」 |
| 第23回サントリー音楽賞                                 | - 尾高忠明 |
| 第23回新宿音楽祭                                       | - 金賞 - Mi-Ke、中嶋美智代 - 銀賞 - 胡桃沢ひろ子、高見のり子ほか |
| 第22回日本歌謡大賞                                     | - 大賞 - とんねるず「情けねえ」 - 優秀放送音楽新人賞 - SMAP「Can't Stop!! -LOVING-」、中嶋美智代「とても小さな物語」 |
| 第21回モービル音楽賞                                   | - 邦楽部門 - 尺八三本会 - 洋楽部門（本賞） - 若杉弘 - 洋楽部門（奨励賞） - 長谷川陽子 |
| 第19回ジロー・オペラ賞                                 | - オペラ大賞 - 該当者なし - オペラ賞 - 渡辺美佐子、西明美、若本明志、勝部太、星出豊 - 新人賞 - 五郎部俊朗、伊達英二、成田勝美 - 特別賞 - 「トリスタンとイゾルデ」製作・上演関係者 |
| 東京音楽祭                                             | - 開催中止 |
| 第17回横浜音楽祭（最終回）                             | - 最優秀新人賞 - 唐木淳 |
| 第17回日本演歌大賞（最終回）                           | - 大賞 - 香西かおり「流恋草」 |
| 第17回歌謡ゴールデン大賞・新人グランプリ               | - 中嶋美智代 |
| 第16回南里文雄賞                                       | - 渡辺香津美 |
| 第16回ライオンリスナーズグランプリ・FM東京最優秀新人賞 | - 鈴木結女 |
| 第15回長崎歌謡祭                                       | - グランプリ - 日野有花 |
| 第12回入野賞                                           | - Jia Daqun『String Quartet』 |
| 第11回日本作曲大賞（最終回）                           | - 「もしもあなたなら」（作曲:立木恵章） |
| 第10回メガロポリス歌謡祭                               | - 演歌大賞男性部門 - 北島三郎 - 演歌大賞女性部門 - 香西かおり - ポップスグランプリポップス大賞 - KAN - 最優秀新人ダイヤモンド賞・最優秀新人賞 - 忍者、中嶋美智代 |
| 第10回JASRAC賞                                         | - 金賞 - 小田和正「ラブ・ストーリーは突然に」 - 銀賞 - KAN「愛は勝つ」 - 銅賞 - 長渕剛「乾杯」 - 国際賞 - 聖闘士星矢 BGM - 外国作品賞 - オードリー・ヘップバーン「ムーン・リバー」 |
| 第10回中島健蔵音楽賞                                   | - 赤尾美千子 - 佐藤信 - 三橋貴風 |
| 第9回咲くやこの花賞 音楽部門                           | - 奥千恵子 |
| 第8回現音作曲新人賞                                    | - 該当者なし |
| 第5回TEENS' MUSIC FESTIVAL                             | - ティーンズ大賞・あんたが大賞 - おてだまジュリアーズ - オーディエンス大賞 - TOMATO JUICE PROJECT - 努力賞 - BLAZE - アイデア賞 - 御者マンVE - 熱演賞 - DILEMMA - アイドル賞 - CRIPTON |
| 第5回日本ゴールドディスク大賞                          | （対象期間 1990年2月1日 - 1991年1月31日） - 邦楽 - 松任谷由実 - 洋楽 - マドンナ |
| 第2回朝日作曲賞 (合唱)                                 | - 入賞 - 来栖誠「おじいちゃんの詩」 - 入賞 - 石島正博「忘れもの」 - 佳作 - 猪間道明「冬陽の中で」 |
| 第2回朝日作曲賞 (吹奏楽)                               | - 受賞作品なし |
| 第2回出光音楽賞                                        | - 小野隆浩、坂井千春、佐渡裕、夏田昌和、原田節、向山佳絵子 |
| 第2回日本製鉄音楽賞                                    | - フレッシュアーティスト賞 - 長谷川陽子 - 特別賞 - 宮崎隆男 |
| 第2回BSヤングバトル                                    | - グランプリ - シャ乱Q - 準グランプリ - ザ☆スリッパーズ |
| 第1回芥川作曲賞                                        | - 高橋裕『Symphonic Karma』 |
| 第1回秋吉台国際作曲賞                                  | - 中村斉 |
| 第1回NHK新人歌謡コンテスト                             | - グランプリ - 諸岡菜穂子 |

## デビュー
- 1月16日 - YAWMIN／フレンズ
- 1月21日 - 本間かおり／つかまえていて
- 1月21日 - SΛKΛNΛ／OH!CAROL
- 1月25日 - 大事MANブラザーズバンド／MO-RIO
- 1月27日 - YUKARI／オグリキャップの歌
- 1月30日 - 中嶋美智代／赤い花束
- 2月10日 - ZARD／Good-bye My Loneliness
- 2月14日 - Mi-ke／想い出の九十九里浜
- 2月14日 - 三浦理恵子／涙のつぼみたち（ソロデビュー）
- 2月21日 - 市井由理／恋して女みがいて（ソロデビュー）
- 2月21日 - 鈴木結女／自分の色
- 2月21日 - BABY'S BREATH／LONG WAY HOME
- 2月21日 - Bellets／半端者
- 2月21日 - ムスタングA.K.A.／WONDERLAND?
- 2月21日 - LADIESROOM／Made in SEX
- 2月25日 - 高山美図紀／早春
- 2月25日 - Dimanche／Feel My Eyes
- 2月25日 - Re-selve／Hip!Hip!Hip!
- 3月5日 - 林原めぐみ／虹色のSneaker
- 3月6日 - ZI:KILL／LONELY
- 3月6日 - 中畑幾久子／恋のナースステーション
- 3月15日 - 太田幸希／本牧イン・ザ・レイン
- 3月21日 - ウインズ／ほっといてんか（再デビュー）
- 3月25日 - スピッツ／ヒバリのこころ（シングル）、スピッツ（アルバム）
- 3月25日 - 中西圭三／タンジェリン・アイズ
- 3月30日 - STRAWBERRY FIELDS／nouvelle parfum
- 4月6日 - RIO／あんただあれ
- 4月10日 - 電気グルーヴ／FLASH PAPA
- 4月12日 - BLANKEY JET CITY／不良少年のうた(シングル)、Red Guitar And The Truth(アルバム)
- 4月21日 - 東千晴／俺の人生浪花節
- 4月21日 - 大仁田厚／飛翔
- 4月21日 - 花岡幸代／夢のしっぽ
- 4月21日 - フィッシュマンズ／ひこうき
- 4月21日 - 真木ことみ／哀愁の道志川
- 4月25日 - UNISEX／シャ・ラ・ラ・ラ・Fellows
- 4月25日 - 16TONS／16TONS
- 4月25日 - SKAFUNK／SKAFUNK III
- 4月25日 - 高木完／Fruit Of The Rhythm
- 4月25日 - 中嶋朋子／草の想い
- 5月1日 - イエローダック／ぼくのじかんに（シングル）、からだがしほん（アルバム）
- 5月1日 - KOZIMA／TOKYO野郎
- 5月1日 - 東京バナナボーイズ／熱血キッドの唄
- 5月15日 - 観月ありさ／伝説の少女
- 5月21日 - 加藤いづみ／テグジュペリ
- 5月21日 - 唐木淳／やせがまん
- 5月21日 - HUMMING BIRD／ハッピー・バースデイ
- 5月21日 - the pillows／雨にうたえば
- 5月21日 - 福岡文／Do You Wanna Do?
- 5月21日 - PTON!／Da・I・Su・Ki
- 5月21日 - マモー・ミモー／マモー・ミモー 野望のテーマ 〜情熱の嵐〜
- 5月21日 - 山本実枝／スウィート・ラブ
- 5月22日 - 川島だりあ／Shiny Day（再デビュー）
- 5月25日 - TWILIGHT KIDS／夏のメロディー
- 5月25日 - 山田裕子／One Two Finish!
- 5月31日 - ハイポジ／写真にチュー
- 5月 - B-FRESH／She said
- 6月1日 - さくらさくら／女の娘は知っている
- 6月10日 - 怒髪天／怒髪天
- 6月12日 - 井上晴美／ふりむかないで
- 6月12日 - 高見沢俊彦／主義-ism:
- 6月13日 - 横山知枝／Happy Birthday（ソロデビュー）
- 6月14日 - ORIGINAL LOVE／DEEP FRENCH KISS
- 6月14日 - Sepia'n Roses／Teen Age Girl
- 6月21日 - 相馬裕子／Wind Songs
- 6月21日 - 秋岡秀治／男の酒
- 6月21日 - 上田現／コリアンドル
- 6月21日 - かの香織／TINY LESSON
- 6月21日 - チャカと昆虫採集／うたの引力実験室
- 6月21日 - 中條かな子／天使の罠
- 6月21日 - 宮川大助／新・和歌山ブルース
- 6月25日 - THE WEED／さよなら僕のアメリカ
- 7月1日 - 少年ナイフ／712
- 7月3日 - 東京パノラママンボボーイズ／マンボ天国
- 7月3日 - ビブラストーン／ENTROPY PRODUCTIONS
- 7月7日 - Qlair／瞳いっぱいの夏
- 7月10日 - T-BOLAN／悲しみが痛いよ
- 7月10日 - 胡桃沢ひろ子／スパーク・プラグ
- 7月16日 - 村瀬由衣／ONCE UPON TIME
- 7月21日 - 海福知弘／ひとりぼっちのダンス
- 7月21日 - GAO／天国と地獄の毎日
- 7月21日 - 羽野晶紀／永遠を少しだけ
- 7月25日 - 倉持陽一／倉持の魂
- 7月25日 - スチャダラパー／スチャダランゲージ～質問:アレは何だ?～
- 7月25日 - 林田健司／SHERRY
- 7月25日 - B#／夏の彼方に（シングル）、透明な夢（アルバム）
- 7月25日 - Luis-Mary／DAMAGE
- 7月31日 - イエロー太陽s／僕の心はバイオリン
- 8月1日 - Sugar beat／5番目のdeja Vu
- 8月5日 - オラ・セラル／ラテンの如く
- 8月21日 - KIX-S／KIX-S
- 8月21日 - 栗原良次／少年の見た街
- 8月21日 - バナナフリッターズ／今夜はバッチグー!（シングル）、バナナフリッターズ～さよなら夏の光たち（アルバム）
- 8月21日 - THE MAD CAPSULE MARKET'S／ギチ、あやつり人形 、カラクリの底（3枚同時リリース）
- 8月25日 - 安部純／胸いっぱいの風
- 8月26日 - ブラー／レジャー
- 8月29日 - 黒夢／黒夢
- 9月1日 - 杏子／彼方へ… / GUILTY（ソロデビュー）
- 9月1日 - To Be Continued／君がいたから
- 9月1日 - ハミングス／サンセット
- 9月1日 - PAN PAN HOUSE／口笛の帰り道（シングル）、STAY GOLD（アルバム）
- 9月4日 - 瀬能あづさ／もう泣かないで（ソロデビュー）
- 9月6日 - M.K.PRODUCTS／SUPER DANCE DANCE～めざせダンス甲子園!!
- 9月9日 - SMAP／Can't Stop!! -LOVING-
- 9月21日 - 篠原利佳／Catch
- 9月21日 - CHARA／Heaven
- 9月21日 - TERRE PIERCE／TERRE PIERCE
- 9月21日 - 羽田恵理香／迷子にさせないで（ソロデビュー）
- 9月21日 - 古村敏比古／Gypsy Planet
- 9月21日 - マンナ／ムッシュ・ダンダン（シングル）、Manna（アルバム）
- 9月21日 - 宮川大助・花子／上々マンボNo.1
- 9月25日 - コルベッツ／Dancin'
- 9月25日 - 夜も一生けんめい'S／ナイスチョット
- 9月30日 - スワーヴドライヴァー／Raise
- 10月2日 - AION／BE AFRAID
- 10月2日 - 天野清継／アズール
- 10月2日 - マセキ里穂／世界で一番素敵な奇跡
- 10月7日 - LL BROTHERS／L.L BROTHERSのテーマ
- 10月9日 - 加納さん／加納さんのいいんじゃないっスか
- 10月9日 - 麗蘭／ミュージック
- 10月10日 - BIG HORNS BEE／BHB1
- 10月10日 - The BLADES／MAMA GOES TO WAR
- 10月21日 - Z-BACK／ナチュラルBABY
- 10月21日 - 中江有里／花をください
- 10月30日 - 牧瀬里穂／Miracle Love
- 10月30日 - 宮本英治／BYE BYE MYSTIC LADY
- 11月1日 - 浅倉大介／LANDING TIMEMACHINE
- 11月1日 - ササジーズ／アナコンダウーマン
- 11月6日 - 小林靖宏／シチリアの月の下で
- 11月21日 - KEY WEST CLUB／お誂え向きのDestiny
- 11月21日 - Cutemen／Love Deeep Inside
- 11月21日 - 西田昭彦／IN SUMMER（シングル）、Fall in ballad（アルバム）
- 11月21日 - 林アキオ／GOLD
- 11月25日 - L⇔R／L
- 11月27日 - IMPERIAL JB's／ヨー!インペリアルJB’S～スライド・イントゥ・リズム
- 11月20日 - 橋本マリア／BI-SILENCIO
- 12月4日 - 江利じゅん／経験
- 12月4日 - WANDS／寂しさは秋の色
- 12月11日 - 高橋洋子／P.S. I miss you
- 12月21日 - 風間トオル／ただひとつの「さよなら」
- 12月21日 - 福富幸宏／LOVE VIBES
- 12月21日 - 諸岡菜穂子／ある日、不思議がやってきた
- 不明 - AFX／Analogue Bubblebath Vol I
- 不明 - Air Liquide／Neue Frankfurter Elektronik Schule

## 結成

### 日本
- RV（ - 2002年、2013年 - ?）
- アストロリコ
- adam（ - 1994年）
- EL-MALO
- GARLAND（ - 1993年）
- KEY WEST CLUB（ - 1992年）
- KIX-S（ - 1999年）
- キミドリ（ - 1996年）
- 九州工業大学交響楽団
- Cutemen（ - 1993年、2000年 - 2002年、2016年 - ）
- Kill=slayd（ - 1998年）
- KWEEN（ - 2008年）
- 黒夢（ - 1999年、2010年 - 2015年）
- 幻覚アレルギー（ - 1997年）
- GOING UNDER GROUND
- COKEHEAD HIPSTERS（ - 1999年、2007年 - ）
- COSA NOSTRA
- COALTAR OF THE DEEPERS
- ゴスペラーズ
- こんぺいとう（ - 1993年）
- ZARD（ - 2007年）
- SILENT POETS
- SΛKΛNΛ（ - 1992年）
- 桜っ子クラブさくら組（ - 1994年）
- SCHAFT（ - 1999年、2016年 - ）
- SIAM SHADE（ - 2002年）
- Janne Da Arc（ - 2019年）
- 新世界楽曲雑技団（ - 2001年）
- スーパーモンキーズスペシャル→SUPER MONKEY'S（ - 1996年）
- スラッシュ55号（ - 1994年?）
- SLAP STICKS（ - 2000年）
- Sleep My Dear（ - 1998年）
- THE CHEWINGGUM WEEKEND（ - 2001年）
- TUNE'S（ - 1992年）
- ディアマンテス
- dip
- To Be Continued（ - 2000年、2021年 - ）
- DRY&HEAVY
- noodles
- ノーズウォーターズ
- Hi-STANDARD（ - 2000年、2011年 - ）
- 東広島ウィンドアンサンブル
- V2（ - 1991年）
- 4-STiCKS（ - 1997年、2000年 - 2002年）
- BAISER（ - 2000年）
- MIGHTY CROWN（ - 2022年）
- MAVERICK
- Marina del ray
- マンナ（ - 1993年）
- Mi-Ke（ - 1993年）
- THEE MICHELLE GUN ELEPHANT（ - 2003年）
- ミュージカルカンパニーOZmate
- 六三四Musashi
- Merry Go Round（ - 2004年）
- MONDO GROSSO（ - 2006年、2017年 - ）
- 山弦
- ラヴ・タンバリンズ（ - 1995年）
- La'cryma Christi（ - 2010年）
- Laugh and Peace（ - 2006年?）
- L'Arc〜en〜Ciel
- LIPSTICK KILLERS（ - 1999年、2019年）
- REDIEAN;MODE（ - 1997年、2003年 - 2006年）
- 麗蘭
- LONG VACATION（ - 1995年）
- WILD FLAG
- WANDS（ - 2000年、2019年 - ）

### 海外
- アシッド・バス（ - 1997年）
- アネクドテン
- アングラ
- アンルーリー・チャイルド（ - 1992年、1998年 - 2003年、2010年 - ）
- イースト17
- インキュバス
- エアー・リキッド
- AFI
- エンスレイヴド
- エンペラー（ - 2001年、2005年 - 2007年、2013年 - 2014年、2016年 - ）
- オアシス（ - 2009年）
- オヴァル
- ガーデン・バラエティ（ - 1996年）
- ガスター・デル・ソル（ - 1998年）
- カタクリズム
- カタトニア（ - 1994年、1996年 - 2018年、2019年 - ）
- カリフォルニア・ギター・トリオ
- カルマ
- クィダム（ - 2002年、2004年 - ）
- クラウドベリー・ジャム（ - 1998年、2004年 - ）
- クレイドル・オブ・フィルス
- グレゴリアン（ - 1991年、1998年 - ）
- ケイク
- コーデュロイ（ - 1999年）
- サッチェル（ - 2019年）
- ザップ・ママ
- サディスト（ - 2000年、2005年 - ）
- シーム（ - 2000年）
- シェルター
- シャンゼリゼ管弦楽団
- ジョン・スペンサー・ブルース・エクスプロージョン（ - 2015年）
- スコーン（ - 1997年、2000年 - 2011年、2019年 - ）
- センス・フィールド（ - 2004年）
- ソウルズ・オブ・ミスチーフ
- ソウルフィルハーモニック
- ダイイング・フィータス
- タラフ・ドゥ・ハイドゥークス
- ディス・エンディング（ - 1998年、2005年 - ）
- ディスパッチド（ - 2002年、2021年 - ）
- デイヴ・マシューズ・バンド
- テクノ・アニマル（ - 2004年）
- デフレッシュド（ - 2005年、2021年 - ）
- トンプソン
- ナイトフォール（ - 2006年、2010年 - ）
- ネヴァーモア（ - 2011年）
- ノーザンライツ（ - 2004年）
- ハイ・ラマズ
- パヴァティズ・ノー・クライム
- バレンシア自治州青少年管弦楽団
- フィドラーズ・ビド
- ブーメラン
- ブラックストリート（ - 2003年、2014年 - ）
- ペインキラー（ - 1995年）
- ベヒーモス
- ベリー（ - 1996年、2016年 - ）
- ベルフェゴール
- マーキー・マーク&ザ・ファンキー・バンチ（ - 1993年）
- マーサナリー
- マシーン・ヘッド
- ミンガス・ビッグ・バンド
- メデスキ、マーティン・アンド・ウッド
- モブ・ディープ（ - 2017年）
- ラビリンス
- ランシド
- リィツェイ
- レイジ・アゲインスト・ザ・マシーン（ - 2000年、2007年 - 2011年、2019年 - ）
- レ・タラン・リリク
- ザ・レフュージー・オールスターズ
- ロウ（ - 1992年）
- ロシア国立シンフォニー・カペラ
- 108（ - 1996年、2005年 - ）

## 解散・引退・活動休止
- 1月 - RCサクセション
- 3月16日 - 1986オメガトライブ～カルロス・トシキ＆オメガトライブ
- 2月10日 - THE 東南西北
- 2月14日 - レベッカ
- 3月30日 - ストリート・ダンサー
- 3月 - Jelsarem's Rod
- 3月 - 白鳥座（2002年再結成）
- 5月26日 - KATZE
- 9月6日 - かまいたち
- 9月15日 - 有頂天（2014年再結成）
- 9月29日 - 東京少年

### 年内
- アーティレリー（1998年再結成）
- AIRBLANCA
- ECHOES（2011年活動再開）
- カーネイジ
- きどりっこ
- COBRA（1999年再結成）
- ゴリラ・ビスケッツ（2006年活動再開）
- ジェーンズ・アディクション（1997年再結成）
- JA-JA
- スクリッティ・ポリッティ（1999年再始動）
- 頭脳警察（2001年再々結成）
- ディーヴォ（1996年活動再開）
- デス・エンジェル（2001年再結成）
- トーク・トーク
- Tops
- バッド・イングリッシュ
- パラドックス（1999年再始動）
- フリッパーズ・ギター
- プリティ・ボーイ・フロイド（1995年再結成）
- ブレイク・ベイビーズ（1999年再結成）
- U.D.O.（1997年活動再開）
- リヴァ
- ザ・ロッカーズ（2014年再結成）

## 再結成
- アナル・カント（ - 2000年）
- ウィグワム（ - 1993年）
- エマーソン・レイク・アンド・パーマー（ - 1997年）
- グレイヴ・ディガー
- クワイエット・ライオット（ - 2003年）
- ダイアー・ストレイツ（ - 1995年）
- ダイアモンド・ヘッド（ - 1994年）
- ザ・マンフレッズ
- UFO
- ラヴァーボーイ

## 誕生
出身地または国籍が日本である人物の国名表記は省略。
- 1月8日 - 樋井明日香（大阪府、歌手・女優）
- 1月12日 - ピクシー・ロット（ イギリス、シンガーソングライター）
- 1月13日 - ク・ハラ（ 韓国、歌手、元KARA、+2019年）
- 1月19日 - 蒼山幸子（千葉県、歌手、ねごと）
- 1月20日 - 大知正紘（三重県、シンガーソングライター）
- 1月25日 -  関口メンディー（ アメリカ合衆国、ダンサー、GENERATIONS from EXILE TRIBEおよびEXILEのメンバー）
- 2月7日 - YOHKO（奈良県、シンガーソングライター）
- 2月17日 - エド・シーラン（ イギリス、シンガーソングライター）
- 2月19日 - AMO（千葉県、ファッションモデル・タレント・歌手、AMOYAMO）
- 2月26日 - 上原奈美（東京都、歌手）
- 2月27日 - 須澤紀信（長野県、歌手）
- 2月28日 - 山北早紀（北海道、声優・歌手、i☆Ris）
- 3月2日 - 山中拓也（奈良県、歌手、THE ORAL CIGARETTES）
- 3月5日 - rionos（兵庫県、歌手）
- 3月10日 - 米津玄師（徳島県、歌手）
- 3月11日 - リンリン（ 中国、歌手、元モーニング娘。）
- 3月12日 - ハマ・オカモト（東京都、ベーシスト、OKAMOTO'S）
- 3月15日 - 北乃きい（神奈川県、女優・歌手）
- 3月16日 - ヴォルフガング・ヴァン・ヘイレン（ アメリカ合衆国、ベーシスト、ヴァン・ヘイレン）
- 3月23日 - 千賀健永（愛知県、歌手、Kis-My-Ft2）
- 3月29日 - 深川麻衣（静岡県、歌手・女優、元乃木坂46）
- 4月5日 - 古舘佑太郎（東京都、歌手、The SALOVERSおよび2のメンバー）
- 4月8日 - 高橋みなみ（東京都、歌手、ノースリーブス、元AKB48、AKBグループ初代総監督）
- 4月11日 - 真野恵里菜（神奈川県、歌手）
- 4月15日 - 有岡大貴（千葉県、歌手、Hey! Say! JUMP）
- 4月27日 - エリック（ ペルー、歌手、アルマカミニイト）
- 4月30日 - 仙石みなみ（宮城県、歌手・女優、元アップアップガールズ（仮））
- 4月30日 - 小袋成彬（歌手）
- 5月8日 - 瀧川ありさ（東京都、シンガーソングライター）
- 5月14日 - 井上銘（神奈川県、歌手、CRCK/LCKS）
- 5月15日 - 伊勢大貴（北海道、俳優・歌手）
- 5月24日 - 梅田えりか（神奈川県、歌手、元℃-ute）
- 5月27日 - 尾崎雄貴（北海道、歌手、Galileo Galileiおよびwarbear・BBHFのメンバー）
- 5月29日 - 早見沙織（東京都、声優・歌手）
- 6月17日 - 波瑠（東京都、女優・ファッションモデル）
- 6月18日 - 岡本玲（和歌山県、歌手・女優）
- 6月24日 - 北原里英（愛知県、歌手・女優、Not yet、AKB48およびSKE48・NGT48の元メンバー、NGT48初代キャプテン）
- 6月26日 - 花江夏樹（神奈川県、声優・歌手）
- 6月27日 - 山崎はるか（神奈川県、声優・歌手）
- 6月28日 - ソヒョン（ 韓国、少女時代）
- 7月3日 - 板野友美（神奈川県、歌手・モデル・女優・タレント、元AKB48）
- 7月8日 - 雪乃（福岡県、歌手）
- 7月10日 - 前田敦子（千葉県、歌手・女優、元AKB48）
- 7月12日 - 牧野純平（山口県、歌手、LILI LIMIT）
- 7月15日 - 柏木由紀（鹿児島県、歌手、AKB48、NMB48およびNGT48・フレンチ・キスの元メンバー）
- 7月22日 - 稲森寿世（神奈川県、歌手、Little Blue boX）
- 7月27日 - 松井玲奈（愛知県、歌手・女優、SKE48および乃木坂46の元メンバー）
- 8月2日 - 増田有華（大阪府、歌手・女優、AKB48およびDiVAの元メンバー）
- 8月16日 - 久川実津紀（大阪府、歌手、grram）
- 8月19日 - 藤原聡（鳥取県、歌手、Official髭男dism）
- 8月25日 - 駒形友梨（東京都、声優・歌手）
- 8月29日 - 河西洋介（神奈川県、歌手、Suchmos）
- 9月10日 - R-指定（大阪府、ラッパー、Creepy Nuts）
- 9月12日 - メガテラ・ゼロ（広島県、歌手、Mr.FanTastiC）
- 9月16日 - 瀬口かな（福岡県、歌手、元中野風女シスターズ）
- 9月17日 - 寿美菜子（兵庫県、歌手・声優、スフィア）
- 9月17日 - スコット・ホーイング（ アメリカ合衆国、歌手、ペンタトニックス）
- 9月17日 - 上原りさ（兵庫県、タレント・歌手）
- 9月27日 - 横山ルリカ（神奈川県、歌手・女優・タレント、元アイドリング!!!）
- 9月28日 - webnokusoyaro（宮城県、ラッパー）
- 10月2日 - 津野米咲（東京都、歌手、赤い公園）
- 10月3日 - センラ（京都府、歌手、浦島坂田船）
- 10月7日 - チョン・ニコル（ アメリカ合衆国、歌手、元KARA）
- 10月11日 - 春奈るな（東京都、歌手・ファッションモデル）
- 10月19日 - Ayasa（東京都、ロックバイオリニスト、+A、Morfonica）
- 10月23日 - 飯田里穂（埼玉県、歌手・声優、μ's）
- 10月27日 - カタヤマヒロキ（大分県、歌手、Droog）
- 10月27日 - 角舘健悟（東京都、歌手、Yogee New Waves）
- 10月29日 - AIKI（ アメリカ合衆国、歌手、bless4）
- 10月29日 - 真央（滋賀県、歌手、Swimy,）
- 10月31日 - 須田亜香里（愛知県、歌手、元SKE48）
- 11月4日 - Jinmenusagi（東京都、ラッパー）
- 11月16日 - 河西智美（東京都、歌手・タレント、元AKB48）
- 11月22日 - 清水佐紀（神奈川県、歌手、Berryz工房）
- 11月29日 - 高柳明音（愛知県、歌手、SKE48およびNMB48の元メンバー）
- 12月2日 - チャーリー・プース（ アメリカ合衆国、歌手）
- 12月5日 - となりの坂田。（兵庫県、歌手、浦島坂田船）
- 12月7日 - 松尾レミ（長野県、歌手、GLIM SPANKY）
- 12月15日 - ギガ（秋田県、サウンドクリエイター、REOL）
- 12月17日 - イ・ジェジン（ 韓国、歌手、FTISLAND）
- 12月18日 - 宮下遊（歌手、Doctrine Doctrine）
- 12月19日 - 築田行子（北海道、声優・歌手、ちく☆たむ）
- 12月19日 - 上坂すみれ（神奈川県、声優・歌手、Pastel*Palettes）
- 12月25日 - 愛美（兵庫県、声優・歌手、Poppin'Party）
- 12月26日 - 佐香智久（北海道、歌手）

## 死去
- 1月8日 - スティーヴ・クラーク（ イギリス、デフ・レパードのギタリスト、*1960年）
- 2月10日 - ワルター・クリーン（ オーストリア、ピアニスト、*1928年）
- 2月13日 - フラヴィアーノ・ラボー（ イタリア、テノール歌手、*1927年）
- 3月2日 - セルジュ・ゲンスブール（ フランス、作曲家・俳優・歌手、*1928年）
- 3月3日 - 浅野千鶴子（高知県、声楽家、*1904年）
- 3月9日 - 池内友次郎（東京都、作曲家・音楽教育者、*1906年）
- 3月14日 - ハワード・アッシュマン（ アメリカ合衆国、作詞家、*1950年）
- 3月21日 - レオ・フェンダー（ アメリカ合衆国、電子楽器製作者、*1909年）
- 3月25日 - アイリーン・ジョイス（ オーストラリア、ピアニスト、*1908年）
- 3月27日 - 清水クーコ（東京都、タレント・歌手、ザ・シュークリーム、*1952年）
- 4月3日 - ロベール・ヴェイロン＝ラクロワ（ フランス、クラヴサン奏者・ピアニスト、*1922年）
- 4月8日 - デッド（ スウェーデン、ミュージシャン、メイヘム、*1969年）
- 4月20日 - スティーヴ・マリオット（ イギリス、ロックミュージシャン、元スモール・フェイセス、ハンブル・パイ *1947年）
- 4月21日 - ヴィリー・ボスコフスキー（ オーストリア、指揮者、*1909年）
- 4月23日 - ジョニー・サンダース（ アメリカ合衆国、ロックミュージシャン、元ニューヨーク・ドールズ、*1952年）
- 4月26日 - カーマイン・コッポラ（ アメリカ合衆国、作曲家、*1910年）
- 5月4日 - ムハンマド・アブドゥルワッハーブ（ エジプト、歌手・俳優、*1902年）
- 5月8日 - ルドルフ・ゼルキン（ ボヘミア、ピアニスト、*1903年）
- 5月23日 - ヴィルヘルム・ケンプ（ ドイツ、ピアニスト、*1895年）
- 6月6日 - スタン・ゲッツ（ アメリカ合衆国、ジャズ・サクソフォーン奏者、*1927年）
- 6月9日 - クラウディオ・アラウ（ チリ、ピアニスト、*1903年）
- 6月10日 - ディック・ミネ（徳島県、ジャズ・ブルース歌手、*1908年）
- 6月24日 - 京山幸枝若 (初代)（岡山県、浪曲師、*1926年）
- 8月5日 - ガストン・リテーズ（ フランス、オルガニスト、*1909年）
- 8月6日 - マックス・ロスタル（ ポーランド、ヴァイオリニスト、*1905年）
- 8月11日 - ヘルムート・ヴァルヒャ（ ドイツ、オルガン・チェンバロ奏者、*1907年）
- 8月13日 - 山田一雄（東京都、指揮者、*1912年）
- 8月19日 - 飯田信夫（大阪府、指揮者、*1903年）
- 9月8日 - アレックス・ノース（ アメリカ合衆国、作曲家、*1910年）
- 9月17日 - ジノ・フランチェスカッティ（ フランス、ヴァイオリニスト、*1902年）
- 9月20日 - トム・アンダーソン（ イギリス、フィドル奏者、*1910年）
- 9月28日 - マイルス・デイヴィス（ アメリカ合衆国、ジャズ・トランペット奏者、*1926年）
- 9月28日 - ウジェーヌ・ボザ（ フランス、作曲家、*1905年）
- 10月22日 - 春日八郎（福島県、演歌歌手、*1924年）
- 10月27日 - アンジェイ・パヌフニク（ ポーランド、作曲家、*1914年）
- 11月8日 - シャーロット・モーマン（ アメリカ合衆国、チェリスト、*1933年）
- 11月9日 - イヴ・モンタン（ フランス、シャンソン歌手、俳優、*1921年）
- 11月24日
  - フレディ・マーキュリー（ イギリス、クイーンのヴォーカル、*1946年）
  - エリック・カー（ アメリカ合衆国、キッスのドラマー、*1950年）
- 12月22日 - エルンスト・クルシェネク（ オーストリア＝ハンガリー帝国、作曲家、*1900年）
- 12月31日 - フェリシア・ブルメンタール（ ポーランド、ピアニスト、*1908年）